# باسمة العنزي
باسمة العنزي (1972) كاتبة وروائية كويتية صدر لها عدد من المجموعات القصصية والنصوص السردية والروايات. ولدت في أحد أحياء الكويت، تلقت تعليمها من كلية العلوم الطبية تخصص إدارة معلومات طبية بجامعة الكويت، رشحت بعض مجموعاتها الأدبية للحصول جوائز أدبية من بينها: مجموعة (يغلق الباب على ضجر) المرشحة ضمن القائمة الطويلة لجائزة الشيخ زايد فرع المؤلف الشاب لعام 2011  

## سيرتها المهنية
- ولدت باسمة علي العنزي عام 1972 في دولة الكويت، وهي عضو في رابطة الأدباء وكذلك في جمعية الصحافيين في دولة الكويت.
- شاركت في لجان التحكيم للعديد من الجوائز الأدبية المحلية.
- لها زاوية أسبوعية وثقافية في صحيفة الرأي الكويتية تحت عنوان (لغة الأشياء).
- التحقت بالعمل في القطاع الخاص في شركة زين للاتصالات الكويتية.[1]
- تميل في كتابتها الأدبية إلى اختزال العمل قدر استطاعتها، والموضوعات المعاصرة تأسرها في كتاباتها، فعلى سبيل المثال رواية قطط انستقرام تقع في أقل من 190 صفحة، وهي رواية تشتبك بالواقع عبر نافذة افتراضية تخيلية واقعية تدور أحداثها على مواقع التواصل الاجتماعي وجسدته من خلال 4  قطط سمان هن شخصيات الحبكة، إذا ترصد الرواية مدى تأثير وخطورة مواقع التواصل الاجتماعي على البشر والمجتمع، وكيف أن بعض الأشخاص يستخدمونها للترويج لأنفسهم وللآراء والأفكار التي يريدون للمجتمع الاقتناع بها.[2] [3]

## النتاج الروائي والقصصي
- (2013) رواية حذاء أسود على الرصيف. الإمارات: دار العين للنشر[4]
- (2015) رواية قطط انستجرام.الإمارات: دار العين للنشر
- (1998) الأشياء (نصوص سردية)
- (2007) حياة صغيرة خالية من الأحداث (مجموعة قصصية)
- (2010) يغلق الباب على ضجر (مجموعة قصصية). لبنان: دار الفارابي

## جوائزها
- جائزة الدولة التشجيعية للقصة القصيرة للعام 2007 عن مجموعتها (حياة صغيرة خالية من الأحداث).[5]
- فازت رواية “حذاء أسود على الرصيف” بالمركز الثالث في جائزة الشارقة للإبداع العربي (مجال الرواية) عام 2012.
- جائزة الدولة التشجيعية للقصة القصيرة للعام 2013 عن مجموعتها (يغلق الباب على ضجر).
- جائزة المرأة العربية مجال الأدب 2016.
- كرمت من قبل مجلس التعاون الخليجي في مجال الأدب العام 2016.[6]